# St. Albans (Vermont)
St. Albans ist eine Town im Franklin County des Bundesstaates Vermont in den Vereinigten Staaten mit 6.988 Einwohnern (laut Volkszählung 2020).

## Geografie

### Geografische Lage
St. Albans liegt im Westen des Franklin Countys, am Lake Champlain, in den Green Mountains. Mehrere Bäche fließen durch die Town und münden im Lake Champlain. Es gibt mehrere Seen auf dem Gebiet der Town. Die Landschaft ist leicht hügelig, die höchste Erhebung ist der 401 m hohe Bellevue Hill.

### Nachbargemeinden
Alle Entfernungen sind als Luftlinien zwischen den offiziellen Koordinaten der Orte aus der Volkszählung 2010 angegeben. Die Town umgibt St. Albans (City)
- Nordosten: Swanton, 4,7 km
- Osten: Fairfield, 24,2 km
- Süden: Georgia, 17,4 km
- Westen: North Hero, 8,9 km

### Klima
Die Durchschnittstemperatur in St. Albans schwankt zwischen −9,44 °C (15 °Fahrenheit) im Januar und 20,6 °C (69 °Fahrenheit) im Juli. Damit ist der Ort gegenüber dem langjährigen Mittel der USA um etwa neun Grad kühler. Die Schneefallmenge zwischen Mitte Oktober und Mitte Mai liegt mit durchschnittlich mehr als zwei Metern etwa doppelt so hoch wie die mittlere Schneefallmenge in den USA. Die tägliche Sonnenscheindauer liegt am unteren Rand des Wertespektrums der USA, zwischen September und Mitte Dezember sogar deutlich darunter.

## Geschichte
Gegründet am 7. August 1763, als New Hampshire Grant, ließ sich als erster Siedler J. Walden in St. Albans nieder. Benning Wentworth benannte nur zwei Towns nach Heiligen, neben St. George ist St. Albans die zweite Town. Im puritanischen Neu England waren Ortsbenennungen nach Heiligen verpönt. St. Albans wurde 1795 zum Verwaltungssitz (Shire Town) des drei Jahre zuvor eingerichteten Countys ernannt. Durch den Waldreichtum der Gegend waren Vermont und die benachbarten Bundesstaaten zu wichtigen Holzlieferanten der florierenden Bauindustrie der USA geworden, was zu einer großen Zahl an Bahnlinien führte, die die Umgebung durchzogen. St. Albans entwickelte sich dabei zum Knotenpunkt verschiedener Bahnlinien, was dem Ort den Beinamen Railroad City of Vermont eintrug.
Am 19. Oktober 1864 kam es hier im Verlauf des Amerikanischen Bürgerkriegs zum nördlichsten Kriegsereignis auf Land, als 21 geflohene Kriegsgefangene der Südstaaten gleichzeitig die drei Banken der Stadt überfielen, 208.000 US$ erbeuteten, Panik verbreiteten und dann über die nahe kanadische Grenze flohen, wo sie verhaftet wurden. Ziel der Aktion war es, die Nordstaaten zu zwingen, ihre Nordgrenze zu schützen und dadurch die Kräfte im Süden zu schwächen; eine Verschlechterung der Beziehungen der Nordstaaten zur neutralen britischen Kolonie Kanada mit möglichen Kriegsfolgen wurde ebenso erhofft. Der Vorfall, bei dem ein Einwohner St. Albans starb und ein weiterer verletzt wurde, ging als St. Albans Raid in die Geschichtsbücher ein. Es gab, entgegen der ursprünglichen Planung der Konföderierten, keine weiteren Vorfälle dieser Art; der Überfall blieb ohne militärische Folgen. 
1902 wurde die Hauptsiedlung St. Albans zur City erhoben und blieb Verwaltungssitz des Countys, das umgebende Land blieb die Town St. Albans.

### Einwohnerentwicklung
| Jahr      | 1700  | 1710  | 1720  | 1730  | 1740  | 1750  | 1760  | 1770  | 1780  | 1790  |
| --------- | ----- | ----- | ----- | ----- | ----- | ----- | ----- | ----- | ----- | ----- |
| Einwohner |       |       |       |       |       |       |       |       |       | 256   |
| Jahr      | 1800  | 1810  | 1820  | 1830  | 1840  | 1850  | 1860  | 1870  | 1880  | 1890  |
| Einwohner | 901   | 1.609 | 1.636 | 2.395 | 2.702 | 3.567 | 3.637 | 7.014 | 7.193 | 7.771 |
| Jahr      | 1900  | 1910  | 1920  | 1930  | 1940  | 1950  | 1960  | 1970  | 1980  | 1990  |
| Einwohner | 1.715 | 1.617 | 1.83  | 1.691 | 1.733 | 1.908 | 2.303 | 3.270 | 3.555 | 4.606 |
| Jahr      | 2000  | 2010  | 2020  | 2030  | 2040  | 2050  | 2060  | 2070  | 2080  | 2090  |
| Einwohner | 5.086 | 5.999 | 6.988 |       |       |       |       |       |       |       |

## Wirtschaft und Infrastruktur

### Verkehr
In nordsüdlicher Richtung führt zentral die Interstate 89 durch die Town. Von Süden aus Georgia in nördlicher Richtung nach Swanton. Parallel zur Interstate verläuft der U.S. Highway 7. In westöstlicher Richtung verläuft die Vermont State Route 36 zentral durch die Town. Vom Highway 7 zweigt in nordwestlicher Richtung die Vermont State Route 38 und in nördlicher Richtung die Vermont State Route 105 ab. Es gibt eine Station der Amtrak in St. Albans City.

### Öffentliche Einrichtungen
Das Northwestern Medical Center in St. Albans City ist das nächstgelegene Krankenhaus für die Bewohner der Town.

### Bildung
St. Albans Town gehört mit Fairfield zur Franklin Central Supervisory Union Das St. Albans Town Educational Center bietet Schulklassen von Kindergarten bis zum achten Schuljahr.
In der Town gibt es keine eigene öffentliche Bibliothek. Die nächstgelegene ist die St. Albans Free Library. Sie geht zurück auf eine Bibliothek, die aus Northfield stammte. Gegründet im Jahr 1855 unter dem Namen the Vermont Central Railroad Library Association. Sie basiert auf einer Eisenbahn Anleihe in Höhe von $ 1000.

## Persönlichkeiten

### Söhne und Töchter der Stadt
- Elbert S. Brigham (1877–1962), Politiker, Abgeordneter im US-Repräsentantenhaus
- Thomas Child junior (1818–1869), Politiker, Songwriter und Liedtexter
- Rod Loomis (* 1942), Schauspieler
- Al J. Neiburg (1902–1978), Politiker, Abgeordneter im US-Repräsentantenhaus
- Worthington Curtis Smith (1823–1894), Politiker, Abgeordneter im US-Repräsentantenhaus

### Persönlichkeiten, die vor Ort gewirkt haben
- Bradley Barlow (1814–1889), Politiker, Abgeordneter im US-Repräsentantenhaus
- John Smith (1789–1858), Politiker, Abgeordneter im US-Repräsentantenhaus